# 昨和氏
昨和為漢字複姓，沿自魏晉南北朝隋唐時期的一個鲜卑姓氏。北周《圣母寺四面像碑》中记载有大像主安定公寺大邑长昨和高儁、昨和遵、蒲城县法曹府昨和畅、弥勒开明主乡党昨和善等人。